# Þjóðveldisbærinn
Ne doit pas être confondu avec Stöng (site archéologique).
Þjóðveldisbærinn est un centre d'interprétation d'Islande qui propose une reconstitution d'une ferme viking datant du Xe ou du XIe siècle. Le modèle original de cette ferme se situe à Stöng, un ancien lieu de peuplement viking situé à quelques kilomètres au nord-est et vraisemblablement détruit en 1104 au cours d'une éruption de l'Hekla, le volcan voisin.

## Géographie
Le musée est situé dans la Þjórsárdalur, à proximité de la route 32, dans le comté d'Árnessýsla. Il s'agit d'une réplique du bâtiment qui se trouve à Stöng, à quelques kilomètres au nord-est, et qui a été enseveli sous les cendres volcaniques en 1104 à la suite d'une éruption de l'Hekla.

## Histoire
La construction commence en 1974 dans le cadre des célébrations nationales du 1100e anniversaire de la colonisation de l'Islande en 874. Elle s'achève trois ans plus tard avec une ouverture le 24 juin 1977.

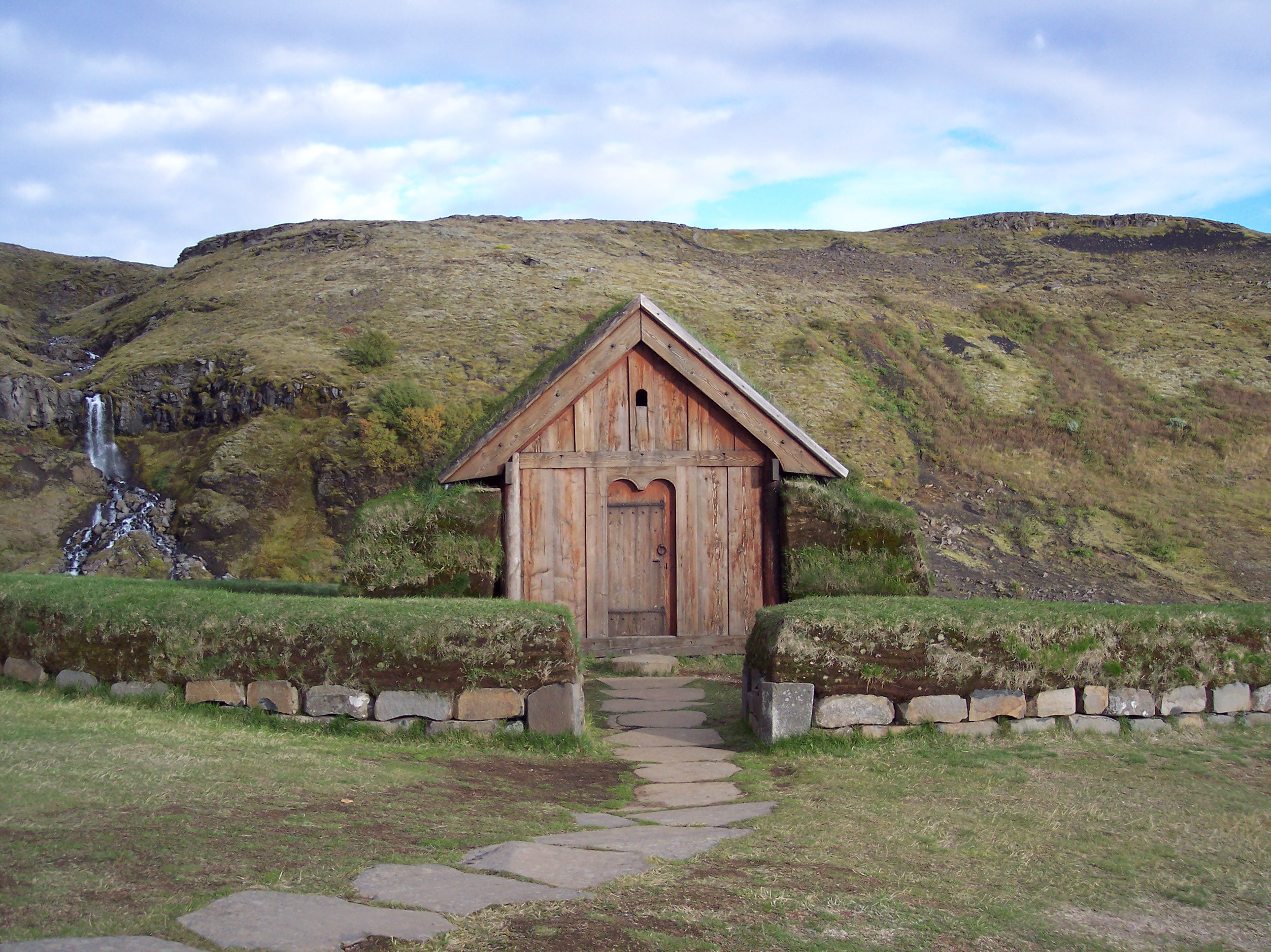
Vue de la Skeljastaðakirkja située à côté du bâtiment principal.

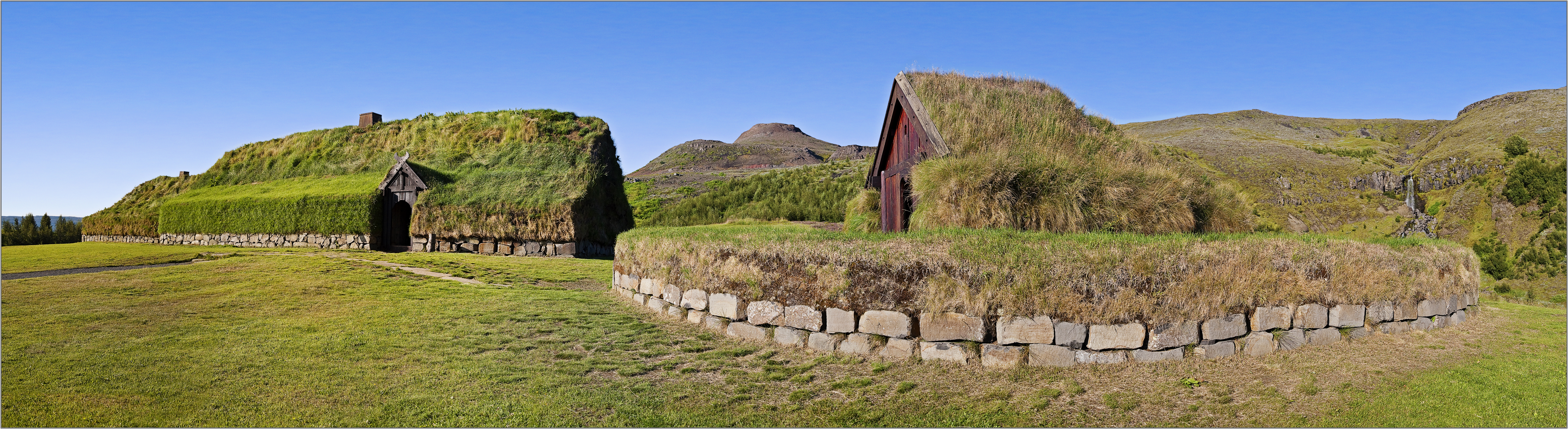
Vue panoramique de Þjóðveldisbærinn.